# Merci pour l'info (émission TV)
Merci pour l'info est une émission d'information française présentée par Emmanuel Chain sur Canal+ de septembre 2003 à juin 2004. Elle a repris la case de l'émission Nulle part ailleurs.
Merci pour l'info a notamment réalisé, en septembre 2003, la dernière interview française de Steve Jobs.